# علي الفيتوري
الشاعر الغنائي على إبراهيم الفيتوري هو من مواليد 1950 ف شعبية مصراتة بدا مسيرة حياته الفنية في جانب التمثيل فقد التحق في عام 1966 إلي فرقة الشباب للتمثيل والموسيقي ببنغازي في أيام الفنان رجب البكوش
شارك في العديد من المسرحيات الاجتماعية من بين المسرحيات مسرحية غلطة ومسرحية طباخ بخريطة من تأليف وإخراج الفنان رجب البكوش كما شارك في مسرحية الهجرة إلي الحبشة ومسرحية إلي إسرائيل تأليف على أحمد بأكثر مصري الجنسية وإخراج الفنان مصطفي المبسوط وعن أخر مشاركاته المسرحية فكانت عبر مسرحية السماسرة التي تم تقديمها في الأشهر الأولي من قيام ثورة الفاتح حيث عرضت هذه المسرحية في عرض خاص لقوات الشعب المسلح على خشبة مسرح معسكر الفويهات الذي كان يسمي في الوقت بمسرح «الدقوسكه» وفي عام 1971 اعتمد شاعر غنائي للأغنية الليبية وأول عمل أجاز له في عام 1972 وكان بعنوان «سبعة أكتوبر» والذي يأتي في أطار الاحتفال بعيد الجلاء لبقايا العدوان الإيطالي على أرض ليبيا وكان هذا العمل من الحان صبري الشريف وغناء مجموعة صوت الجبل..
الشاعر الغنائي على الفيتوري في رصيده الفني أكثر من مائة وخمسون عملاَ غنائياً في إذاعة الجماهيرية المرئية والمسموعة حيث تنوعت هذه الأعمال ما بين الوطنية والقومية والاجتماعية والعاطفية في رحلة عبر النغم الأصيل تعاون من خلالها مع العديد من رواد الأغنية الليبية لحاناً وأداءً فقد تعامل مع نخبة من الملحنين في ليبيا من بينهم الملحن الأستاذ يوسف العالم وعبد الجليل خالد وأحمد كامل وعبد السلام فرحات والشريف محمد والصديق مخلوف وصبري الشريف وعبد الحميد العجيمي وصالح الدنتيي وعبد الباسط خضر وعبد الحميد الشادي وتغني بكلماته عديد الأصوات الغنائية الليبية فغني له الفنان سيف النصر أغنية "عشقتك عيون سماح" واشرف محفوظ " هلت الأنوار" وغنت له فاطمة أحمد " وطني حبيبي" وغني له الفنان محمد الزرقاني مجموعة أعمال من بينها "عيد الجلاء" وغني له الفنان سالم زايد عمل بعنوان " حكم الشعب" وتغني بكلماته الفنان الصديق مخلوف عمل بعنوان" يا سبحان الله" وتعاون مع الفنان نجيب خضر في ملحمة "القدس" وغني له الفنان عمر الفيتوري أغنية "أفريقيا وقائدها" وغني له كلاً من الفنان سامي محمود ورافع محمد في عمل "القارة في الخيمة " وعمل أخر بعنوان " كل عام ".. كما تعامل الشاعر الغنائي على الفيتوري عبر مسيرته في كتابة الأغنية الليبية مع مجموعة صوت الجبل في أكثر من خمسة عشر عملاً كما كان له تعاون مع الملحنة مسعودة القرش في عمل" جابو الشهايد" الذي كان بصوت الفنانة التونسية ليلي القادري كما تعاون مع الملحن عبد الستار الخطيب في عمل" حبك قني يا وطني" وتغنت بهذا العمل الفنانة سوسن حمامي وتعاون مع العديد من الفنانين الشعبيين في ليبيا من بينهم الفنان مفتاح معيلف في عدة أعمال منها" زعلان منك – الليل دوانا – أمرك حبيبي – الناس يرقدوا – وتعامل مع الفنان قدوره حبيب في عمل " الغربة والليل - مش عيب عليك – قولولنا – وتغني بكلماته أيضاً الفنان الشعبي جلال الزوي في مجموعة أعمال منها" منيش كيفك – يتهيالك – لأنك جميلة – مانك حبيبي الأول – وتعاون مع الفنان رجب الشاعري في أغنية " سمحة ماليك والي" وغني له الفنان محمود الزعطوط أغنية" ليش الجفاء والكره" وتعامل مع الفنان عبد الباسط الدرسي في أغنية "تعوم بحرنا" كما غنت له الموهبة الغنائية الصاعدة هبه الطاهر في أغنية " مبروك يا أنغام المساء" والحان عبد الحميد العجيمي الذي قدم من قبل مستمعي إذاعة الجماهيرية العظمى المسموعة في إطار الاحتفال مع أسرة برنامج أنغام المساء الذي يعده ويقدمه الإذاعي والشاعر صالح عبد السلام بالمئوية الثالثة لعمر البرنامج..
تقلد الشاعر على الفيتوري مهمة رئيس لجنة التحكيم في المهرجان الأول للشعر الغنائي المنعقد بشعبية الزاوية تحت شعار معاً من اجل النهوض بالأغنية الليبية وكرم من قبل اذاعة الجماهيرية المسموعة من قبل برنامج إبداعات وأنغام المساء ويستعد في تسجيل عملين غنائيين احدهما بعنوان لولاك يا قائد والعمل الأخر ملحمة وطنية بعنوان «كيف ما سعيت بجد» وهذه الأعمال ستكون من الحان الملحن عبد الحميد العجيمي ومن أداء كلاً من الموهبة هبه الطاهر وسنان عبد المجيد وضياء العريفي مواهب برنامج الإبداعات الذين وصلوا للمرحلة النهائية.